# Рам, Джагдживан
Джагдживан Рам (англ. Jagjivan Ram, хинди जगजीवन राम, 5 апреля 1908, Бходжпур, Британская Индия — 6 июля 1986, Нью-Дели) — индийский государственный деятель. Совместно с Чоудхари Чараном Сингхом занимал должность заместителя премьер-министра Индии с 24 января по 28 июля 1979 года. Его политическая карьера стала одной из самых необыкновенных и успешных в истории независимой Индии. Среди народов Индии Джандживан известен под прозвищем «Бабуджи» (Отец).

## Биография
Родился 5 апреля 1908 года в небольшом посёлке Чандва в семье из касты неприкасаемых. Джагдживан был борцом за свободу Индии и социальным реформатором, он сыграл важную роль в становлении организации All-India Depressed Classes League (организация, созданная для достижения равенства неприкасаемых с другими кастами Индии). В 1935 году Рам был избран в Законодательное собрание Бихара.
В 1946 году стал самым молодым министром во Временном правительстве Джавахарлала Неру, он занял должность министра труда. Джагдживан Рам был министром обороны Индии во время индо-пакистанской войны 1971 года, в результате которой образовалось государство Бангладеш. Он внёс существенный вклад в осуществление Зелёной революции в Индии и в модернизацию сельского хозяйства, благодаря этим действиям Индия не сильно пострадала во время засухи 1974 года. С 24 марта 1977 по 28 июля 1979 года вновь руководил министерством обороны страны. В общей сложности он более 40 лет проработал в индийском парламенте на различных должностях. Скончался 6 июля 1986 года в Дели.